# رودريغو روليمبيرغ
رودريغو روليمبيرغ (من مواليد 13 يوليو 1959) هو سياسي برازيلي وعضو في الحزب الاشتراكي البرازيلي. شغل منصب حاكم المقاطعة الفيدرالية من 2015 إلى 2019.
فاز روليمبيرغ في انتخابات حكام المقاطعة الفيدرالية لعام 2014 في 5 أكتوبر 2014، بأغلبية 812.036 صوتًا، أو 55.56٪ من الأصوات. هزم مرشح حزب الجمهورية جوفران فرات الذي احتل المركز الثاني بـ 649.587 صوتًا أو 44.44٪.
بعد فوزه في الانتخابات تعهد روليمبيرج بجعل حكومة المقاطعة الفيدرالية أكثر عرضة للمساءلة. كما وعد بإنشاء «مجلس مساءلة» يتألف من قادة مدنيين ومواطنين عاديين. تولى روليمبيرغ منصبه في 1 يناير 2015 خلفًا للحاكم المنتهية ولايته أجينيلو كيروش.